# 李青 (跳水运动员)
李青（1972年12月1日—），女，湖北应城人，中国跳水运动员，曾获1988年汉城奥运会银牌。现为跳水教练。
李青于1982年进入湖北省跳水队，后两次进入国家集训队。1986年获全国跳水冠军赛女子跳板跳水第四名。次年又获全国跳水冠军赛与第六届全运会亚军。1988年，先后获苏联、加拿大国际跳水邀请赛亚军，中美跳水对抗赛冠军，汉城奥运会热身赛冠军。在同年9月举行的汉城奥运会女子3米跳板比赛中，李青不敌队友高敏获得亚军。
李青的丈夫谭良德也是跳水名将，他们育有一女。奥运冠军胡佳是他们的弟子。